# Neal Spencer
 (juillet 2020).
Si vous disposez d'ouvrages ou d'articles de référence ou si vous connaissez des sites web de qualité traitant du thème abordé ici, merci de compléter l'article en donnant les références utiles à sa vérifiabilité et en les liant à la section « Notes et références ».
Pour les articles homonymes, voir Spencer.
Neal Spencer est un égyptologue irlandais. Spécialisé dans l'étude des temples des périodes tardives, il dirige depuis le 1er janvier 2012 le département « Égypte antique et Soudan » du British Museum.
Il a travaillé en Égypte, particulièrement dans le delta du Nil, où il a été directeur, pour le British Museum, d'une expédition à Kôm Firin. Depuis 2008, il mène des fouilles au Soudan, sur le site d'Amara-West qui remonte au Nouvel Empire.